# Cimetière ancien de Saint-Germain-en-Laye
Le cimetière ancien de Saint-Germain-en-Laye est situé  au 78 bis rue Léon-Désoyer dans le centre de la ville de Saint-Germain-en-Laye (Yvelines, France). D’une superficie de deux hectares, il compte 3 150 tombes.

## Histoire et description
Le 22 décembre 1688, le roi Jacques II d'Angleterre (Stuart) est chassé de Londres et se réfugie au château de Saint-Germain-en-Laye. Il est inhumé dans l'église Saint-Germain.
Le cimetière a été fondé en 1774 et ouvert en 1775, et agrandi en 1827 et 1855. Ses sépultures anciennes sont dignes d'intérêt artistique. Des notables de la ville y sont enterrés, ainsi que plusieurs personnalités plus contemporaines, comme Maurice Denis ou Jacques Tati.
La division A et la division B regroupent des sépultures d'Anglais et d'Américains, nombreux ici dans la seconde moitié du XIXe siècle. La tombe Art nouveau d'Elizabeth Bond Swan en témoigne, ainsi que d'autres monuments imposants.
Un monument aux morts de la guerre de Crimée se dresse au milieu du cimetière en forme de colonne.

## Personnalités remarquables

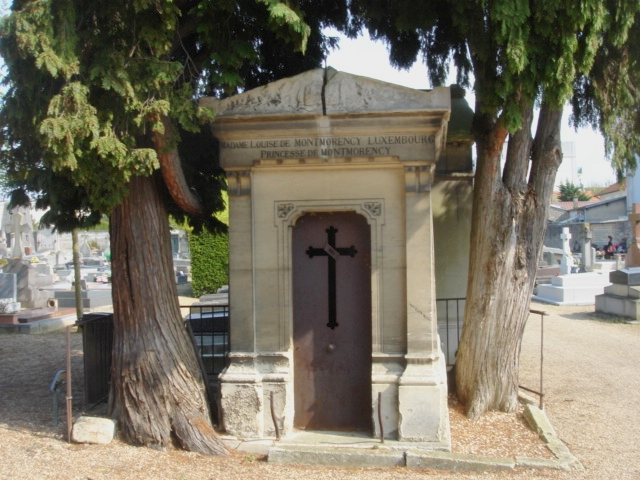
Tombeau de Marie-Louise de Montmorency-Luxembourg.

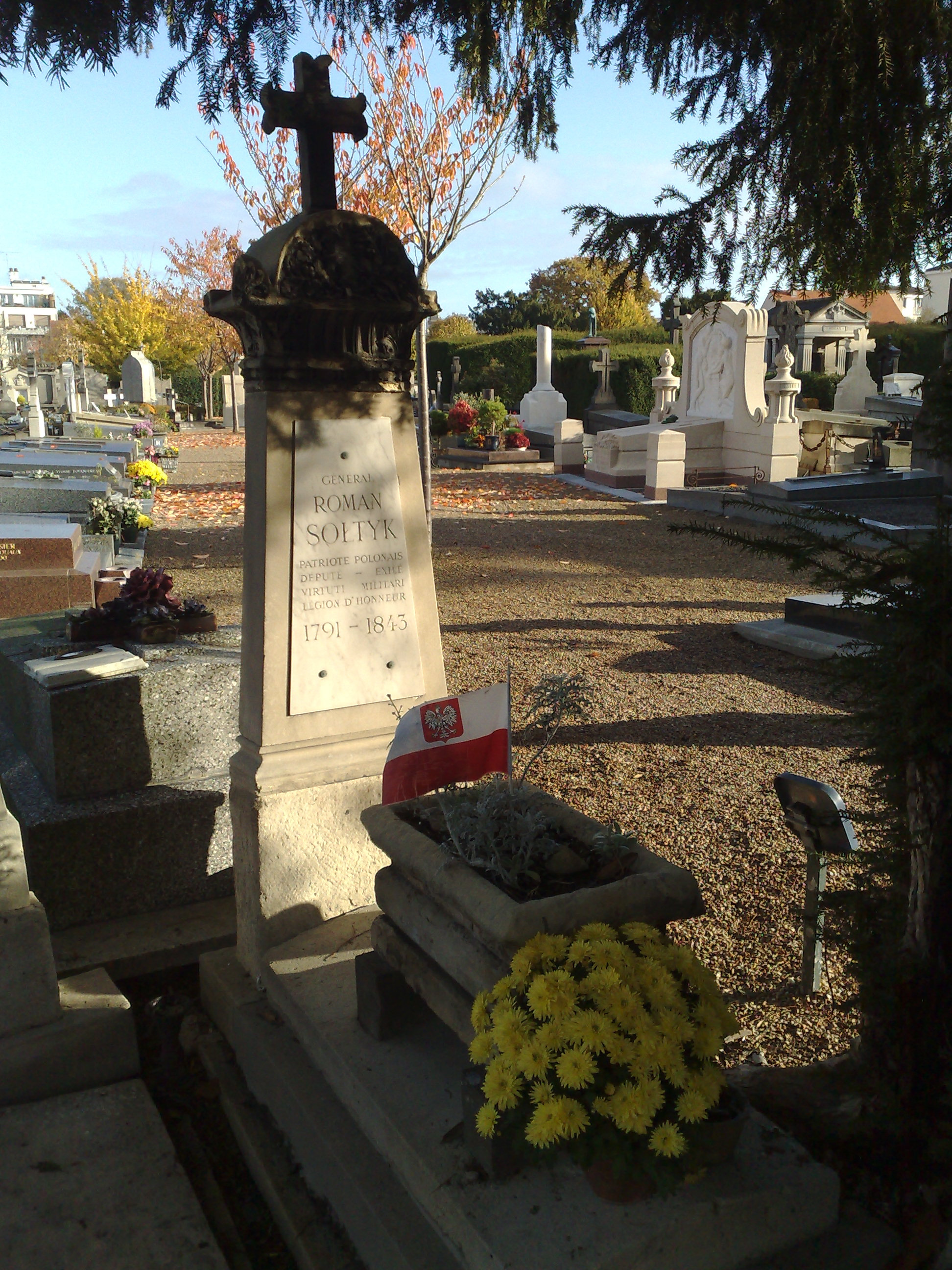
Tombe du général Soltyk.

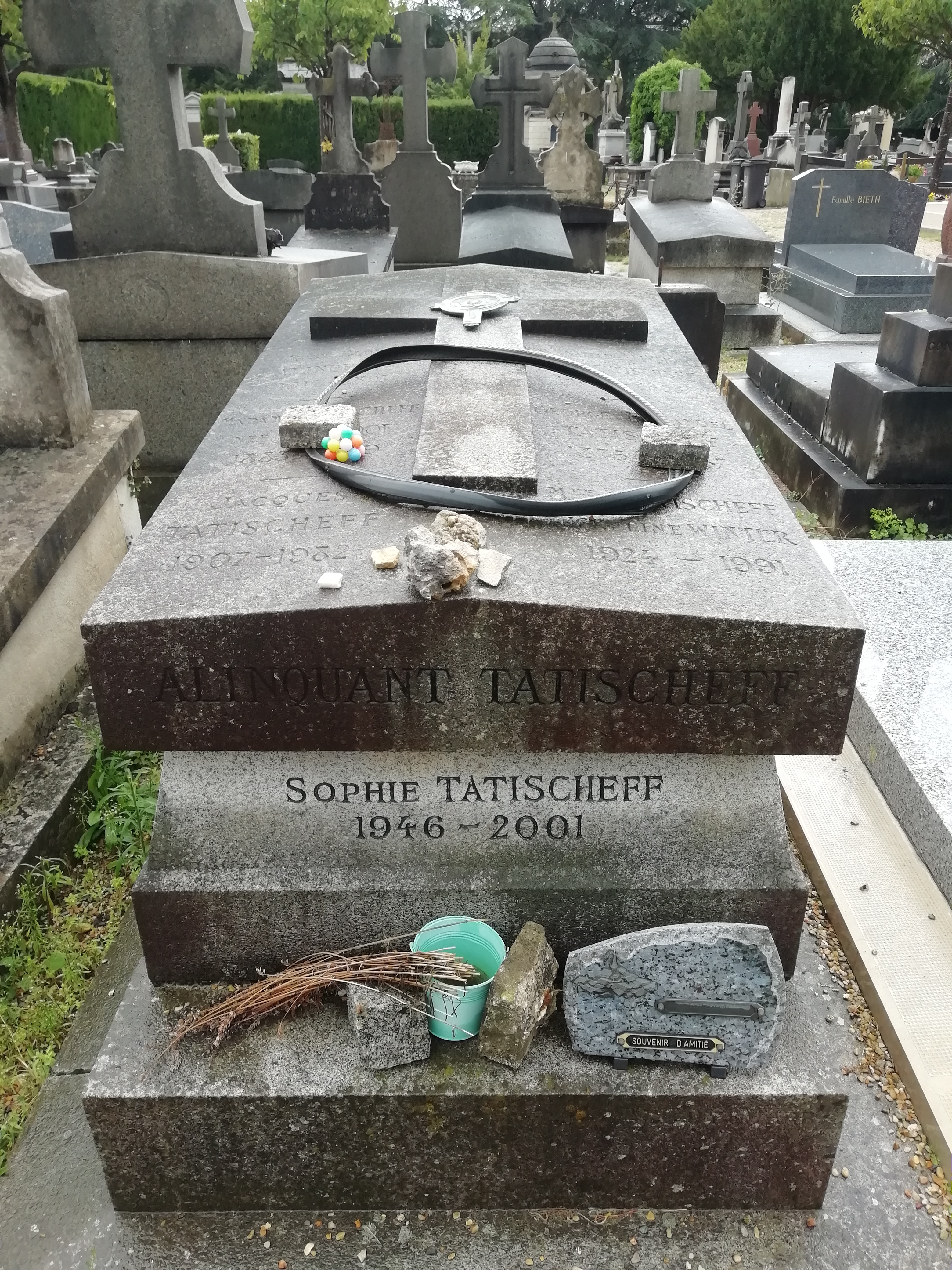
Tombe de Jacques Tati.

- Robert, André, Alphonse, comte de Bourboulon (1861-1932), grand chambellan du roi Ferdinand Ier de Bulgarie (stèle-mur en forme de fronton à la grecque surmontée d'une croix),
- Albert-Ernest Carrier-Belleuse (1824-1887), sculpteur,
- Alexandre Bertrand (1820-1902), archéologue, membre de l'Académie des inscriptions et belles-lettres,
- Marcel Blot (1907-1987), architecte,
- Robert Blot (1880-1948), peintre,
- Jules-Xavier de Breuvery (1805-1876), devient en 1835 maire de Saint-Germain-en-Laye. Grand voyageur et archéologue, il a légué une partie de ses découvertes au Musée des Antiquités nationales.
- José Bruyr (1889-1980), poète, musicologue et critique musical belge,
- Léon Carle (1843-1899), architecte du théâtre de l'Olympia (médaillon de bronze),
- Louis-Victor de Caux de Blacquetot (1775-1845), officier général et homme politique français,
- Roger Chastel (1897-1981), peintre de l'École de Paris, membre de l'Institut de France,
- Henri Cochet (1901-1987), joueur de tennis,
- Georges Deicha (1917-2011), géologue
- Christian Delaballe (1914-1987), préfet de l'Oise puis en Algérie, repose dans la sépulture Blot
- Maurice Denis (1870-1943), peintre, (musée départemental Maurice-Denis à Saint Germain-en-Laye),
- Daniel Dunglas Home (1833-1886), médium et voyant écossais,
- Jacques-Henri Duval (1919-1974), metteur en scène et comédien,
- Henry Vernon Esmond (1869-1922), acteur et dramaturge anglais (bas-relief en bronze d'Albert Toft),
- Laurent Fauconnier (1811-1878), architecte saint-germanois,
- Jacques Fesch (1930-1957), meurtrier et mystique chrétien. Mourut guillotiné. Revenu à la foi catholique lors de son emprisonnement. En instance de béatification[2],
- Louis Forest (1872-1933), créateur du timbre antituberculeux,
- Lieutenant-colonel René Gatissou (1915-2012), résistant, Compagnon de la Libération, commandeur de la Légion d'honneur.
- Étienne de Jouy (1764-1846) : auteur, dramaturge, librettiste, journaliste, critique et chansonnier. Élu à l’Académie française en 1815 et maire de Paris en 1830. Bibliothécaire du musée du Louvre sous la Monarchie de Juillet.
- Lugné-Poe (1869-1940), comédien, metteur en scène et directeur de théâtre,
- Katherine Mac Causland (1860-1930), peintre impressionniste irlandaise,
- Bernard Pierre Magnan (1791-1865), maréchal de France, sénateur du Second Empire, Grand veneur de l'Empire (chapelle),
- Albert Martine (1888-1983), peintre de l'école des Nabis
- Eugène Millet (1819-1879), architecte (tombe par Viollet-le-Duc et médaillon par Henri Chapu)[3],
- Marie-Louise de Montmorency-Luxembourg (1750-1829),
- Docteur Pierre Pecker (1866-1937) : fondateur de l'assistance scientifique à domicile : « créateur dès 1897 du premier centre français d’assistance scientifique et maternelle à domicile ».
- Michel Péricard (1929-1999), journaliste de télévision, député et maire de Saint-Germain-en-Laye, et son père Jacques Péricard (1873-1944)
- Alfred de Salignac-Fénelon (1810-1883), sénateur du Second Empire,
- Charles Sautter (1830-1892), banquier français,
- Roman Sołtyk (1791-1843), général polonais mort en exil,
- Jacques Tati (né Tatischeff, 1907-1982), réalisateur et acteur français d'origine russe ; et sa fille Véra (1946-2001),
- Edward Tuck (1842-1938), mécène américain (statue et buste en bronze),
- Charles-Émile Vapereau (1847-1925) : professeur de géographie au collège et lycée impérial de Pékin, attaché aux douanes de Chine et commissaire général de la Chine lors de l’exposition universelle de 1896 (médaillon).
- Maurice Varet (1908-1985), pilote automobile,
- Paul Vera (1882-1957) et André Vera (1881-1971), les Frères Vera, artistes saint-germanois Art déco, le premier peintre et décorateur, et le second paysagiste et théoricien des jardins. Un espace permanent leur est consacré à Saint-Germain-en-Laye.
- Gaston-Jacques-Ernest Yvert de Saint-Aubin, comte Yvert, (1847-1897), camérier secret de Sa Sainteté, chevalier de Saint Pie IX et de Saint Grégoire le Grand, inhumé dans le caveau familial des Yvert de Saint-Aubin.

## Notes et références

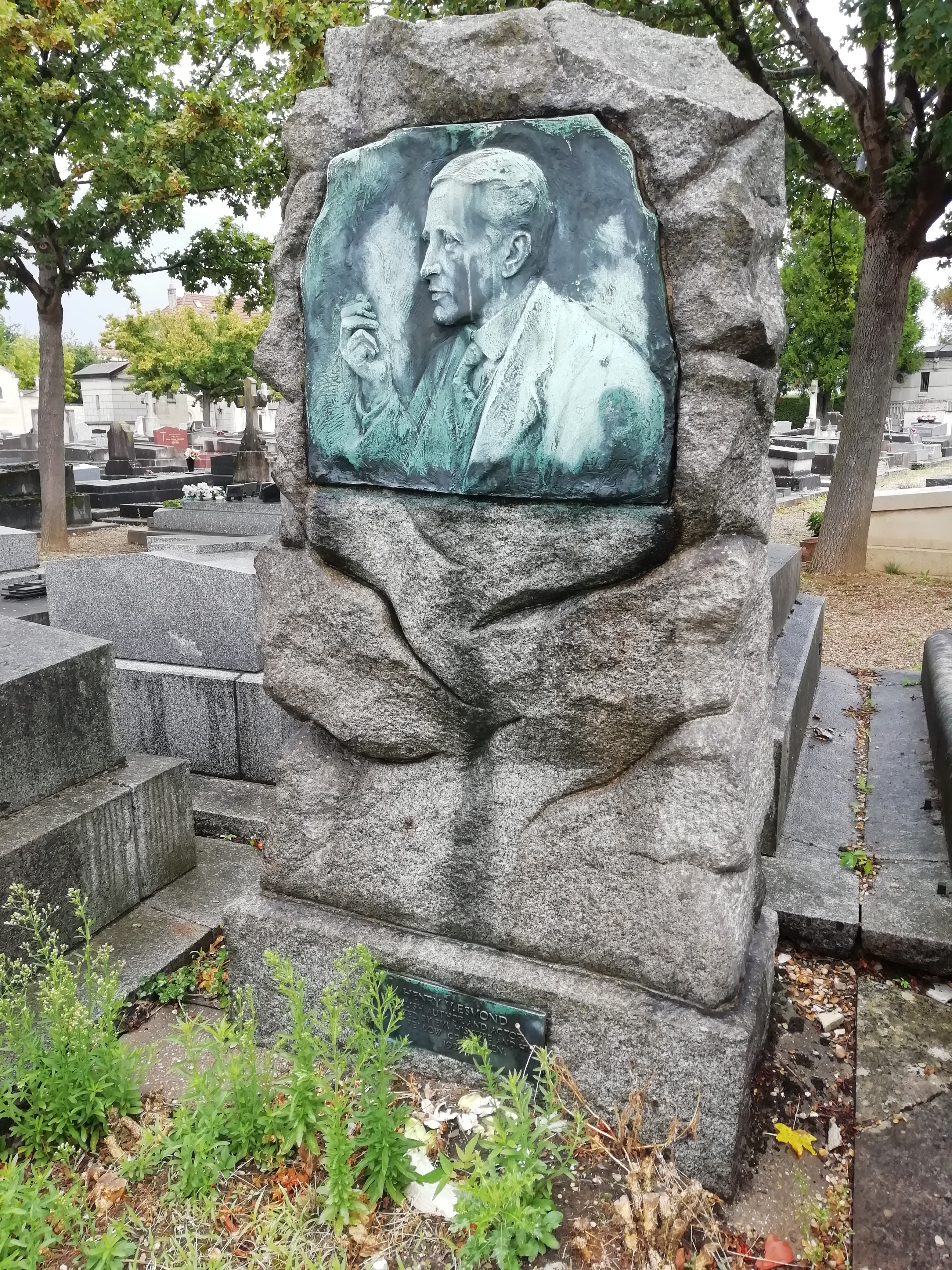
Bas-relief de Henry Vernon Esmond.